# SM U-4
El SM U-4 era un dels 329 submarins que van servir en la Marina Imperial Alemanya durant la Primera Guerra Mundial.
El U-4 va estar operant en algunes operacions en l'Atlàntic, al igual que va participar en la Primera Batalla de l'Atlàntic.
Va ser construït en el moll DU 3 en els ports de Danzing